# Märkischer Kreis
Märkischer Kreis ligger længst mod nordvest i Sauerland. Kreisen tilhører regeringsdistriktet Arnsberg.
Mod syd grænser kreisen op til Oberbergischer Kreis i regeringsdistriktet Köln.
Mod øst, nord og vest kreisen op til andre kreise i regeringsdistriktet Arnsberg (Kreis Olpe, Hochsauerlandkreis, Kreis Unna, byen Hagen og Ennepe-Ruhr-Kreis) 

## Byer
- Lüdenscheid (administrationsby)

- Altena

- Hemer

- Iserlohn

- Menden

51°13′30″N 7°36′52″Ø / 51.225°N 7.6144°Ø